# Bhadaur
Bhadaur è una città dell'India di 16.818 abitanti, situata nel distretto di Sangrur, nello stato federato del Punjab. In base al numero di abitanti la città rientra nella classe IV (da 10.000 a 19.999 persone).

## Geografia fisica
La città è situata a 30° 28' 60 N e 75° 19' 0 E e ha un'altitudine di 218 m s.l.m..

## Società

### Evoluzione demografica
Al censimento del 2001 la popolazione di Bhadaur assommava a 16.818 persone, delle quali 8.927 maschi e 7.891 femmine. I bambini di età inferiore o uguale ai sei anni assommavano a 2.178, dei quali 1.204 maschi e 974 femmine. Infine, coloro che erano in grado di saper almeno leggere e scrivere erano 8.439, dei quali 4.811 maschi e 3.628 femmine.